# Barbarea vulgaris
Barbarée commune
Espèce
Classification phylogénétique
Statut de conservation UICN

 LC  : Préoccupation mineure
La Barbarée commune ou Herbe de Sainte-Barbe (Barbarea vulgaris) est une espèce de plantes bisannuelles ou vivaces de la famille des Brassicaceae.

## Phytonymie

### Étymologie
Cette espèce est dédiée à Sainte Barbe, patronne des canonniers, des artificiers, des métallurgistes et des pompiers, cette plante était censée fournir un baume vulnéraire apaisant les blessures liées au feu, en vertu de la théorie des signatures.

### Noms vernaculaires
Elle porte comme noms vernaculaires herbe de Sainte-Barbe, herbe aux charpentiers car elle était employée autrefois en emplâtre pour soigner les petites coupures inhérentes à ce métier.

## Description

### Appareil végétatif
La Barbarée commune est une plante glabre, de 30 cm à 60 cm de hauteur, atteignant parfois 1 m. La racine pivotante, blanche, est garnie d'un chevelu abondant. Sa tige ramifiée à la base est glabre et cannelée.
Les feuilles vert foncé et luisantes présentent une hétérophyllie : celles de la base disposées en rosette basale comportent deux à cinq paires de segments latéraux et un segment terminal important (on dit qu'elles sont lyrées-pennatifides). Les feuilles caulinaires supérieures sont plus petites, ovales, à limbe denté ou lobé, les terminales étant sessiles et amplexicaules.

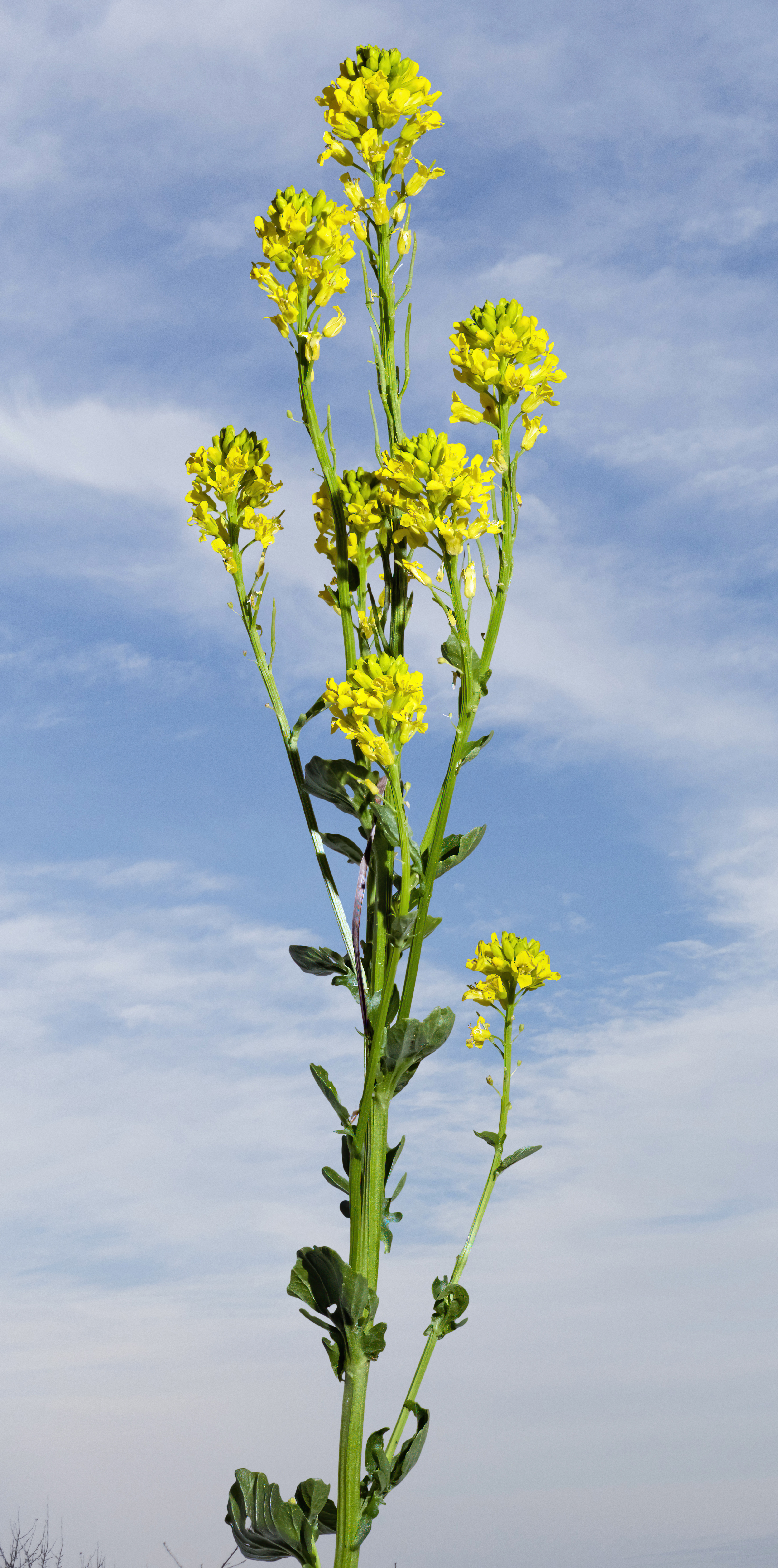
Habitus.
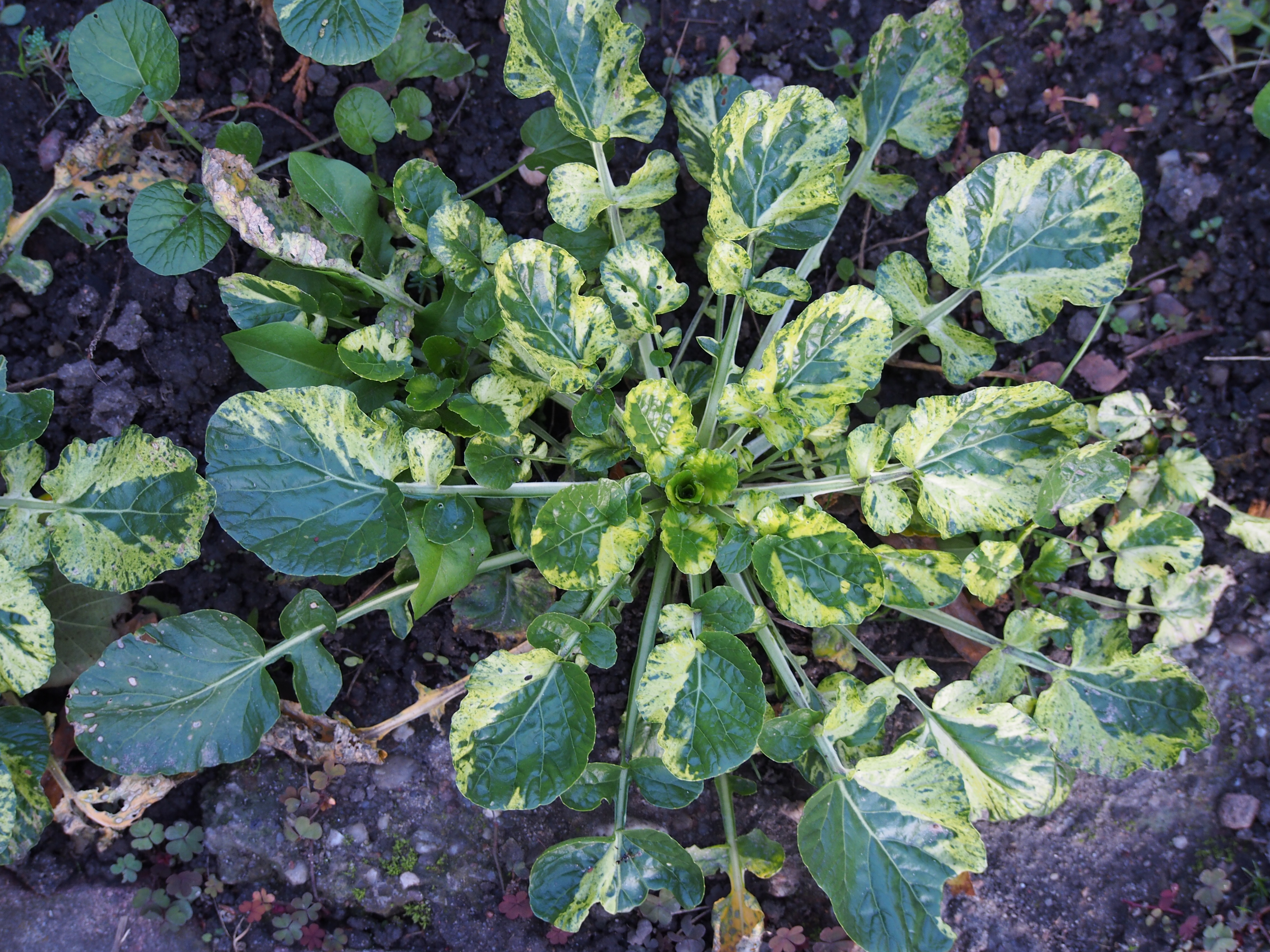
Rosette basale de Barbarea vulgaris 'Variegata’.
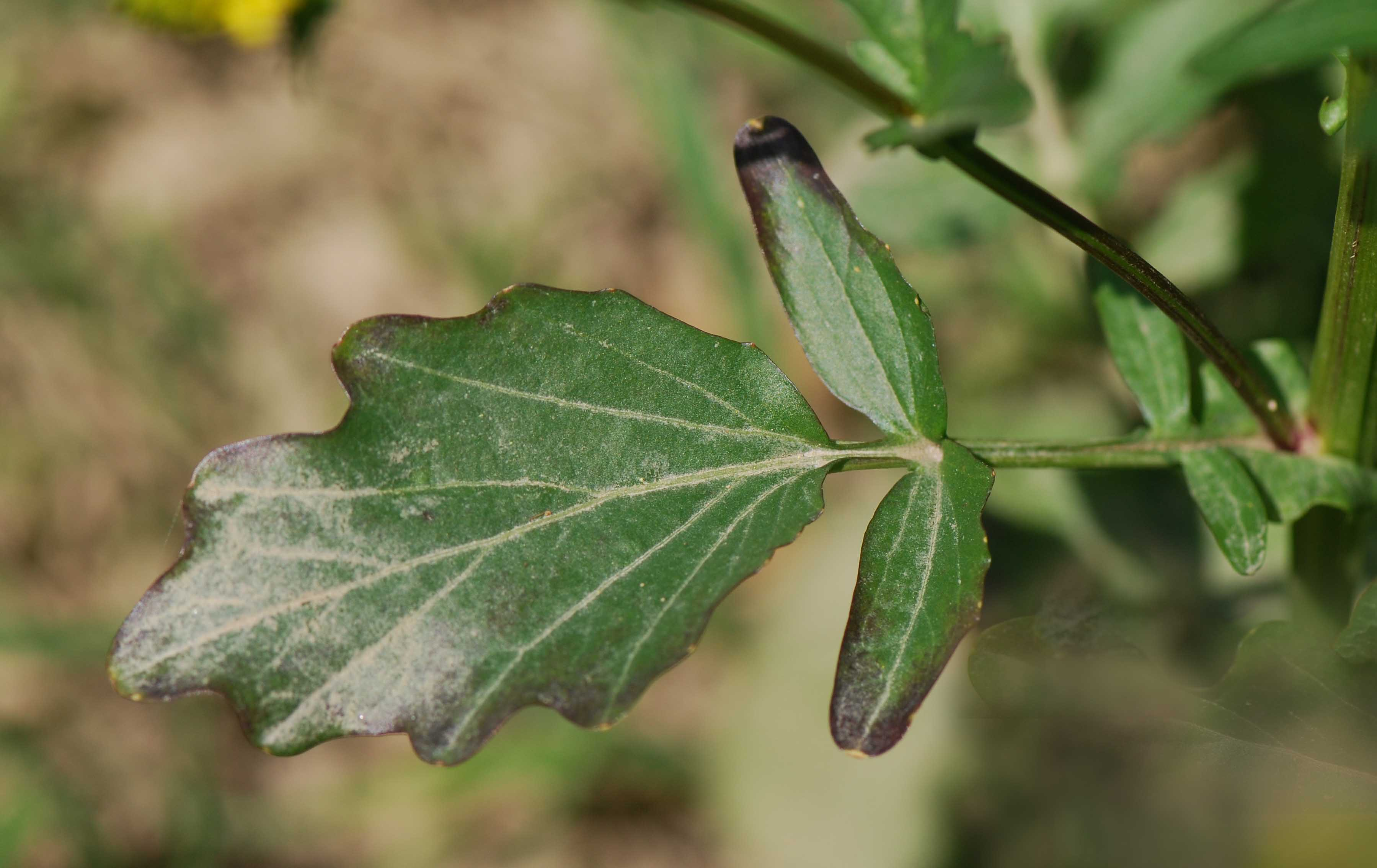
Feuille basilaire.

### Appareil reproducteur
Les inflorescences sont des grappes denses de fleurs parfois regroupées en panicule corymbiforme. Les fleurs odorantes comportent 4 sépales colorés, caducs et 4 pétales jaune vif, égaux, de 7–9 mm. Les pédicelles égalent les sépales, mais sont bien plus courts que les siliques, fruits de 15–30 mm, dressés, à section quadrangulaire et à bec rétréci de la base au sommet. La floraison s'étale d'avril à août. Chaque silique contient en moyenne 13 graines, un plant pouvant produire de 40 000 à 116 000 graines qui restent viables pendant 10 à 20 ans, en dormance dans le sol.

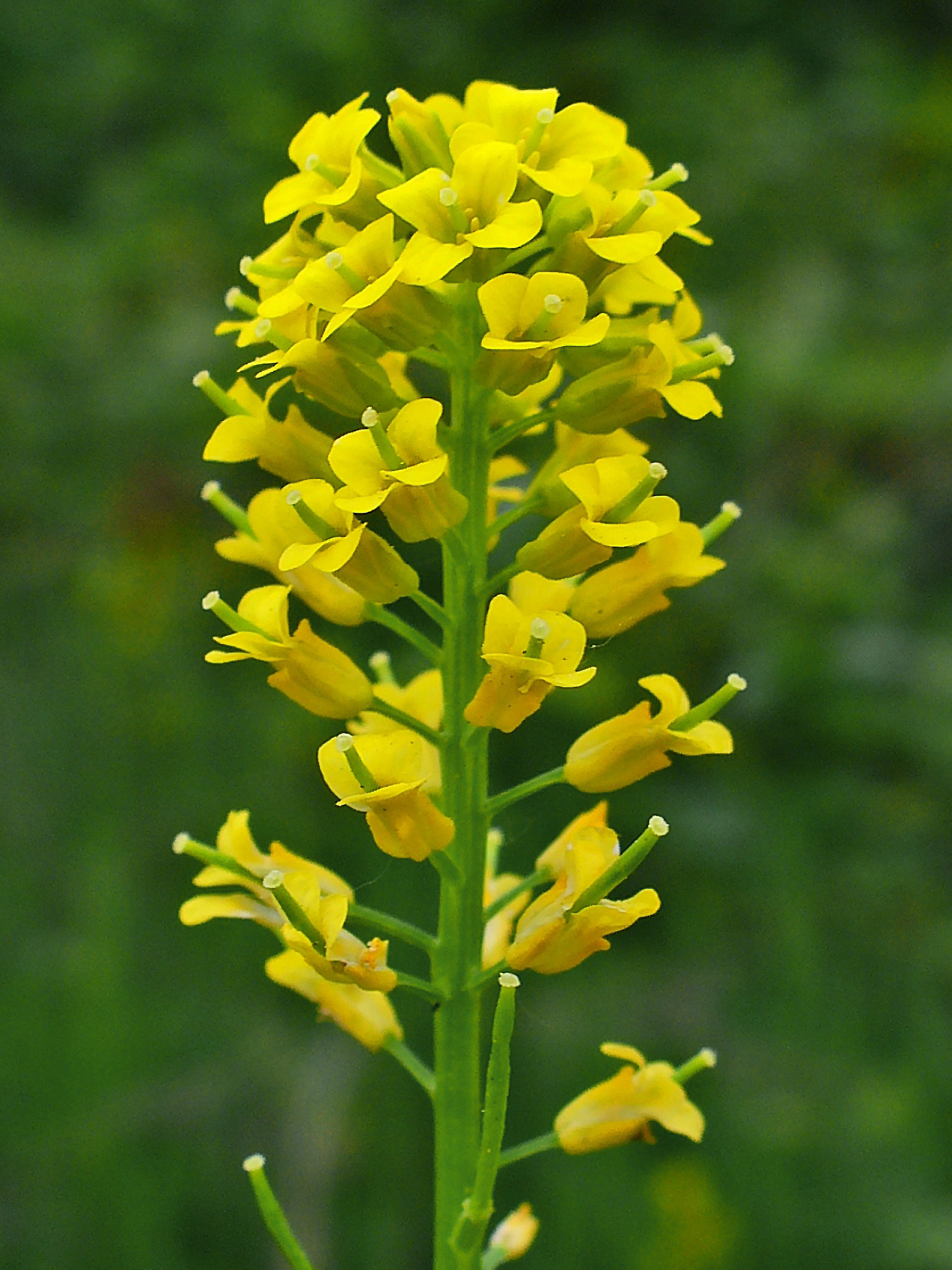
Inflorescence dense.
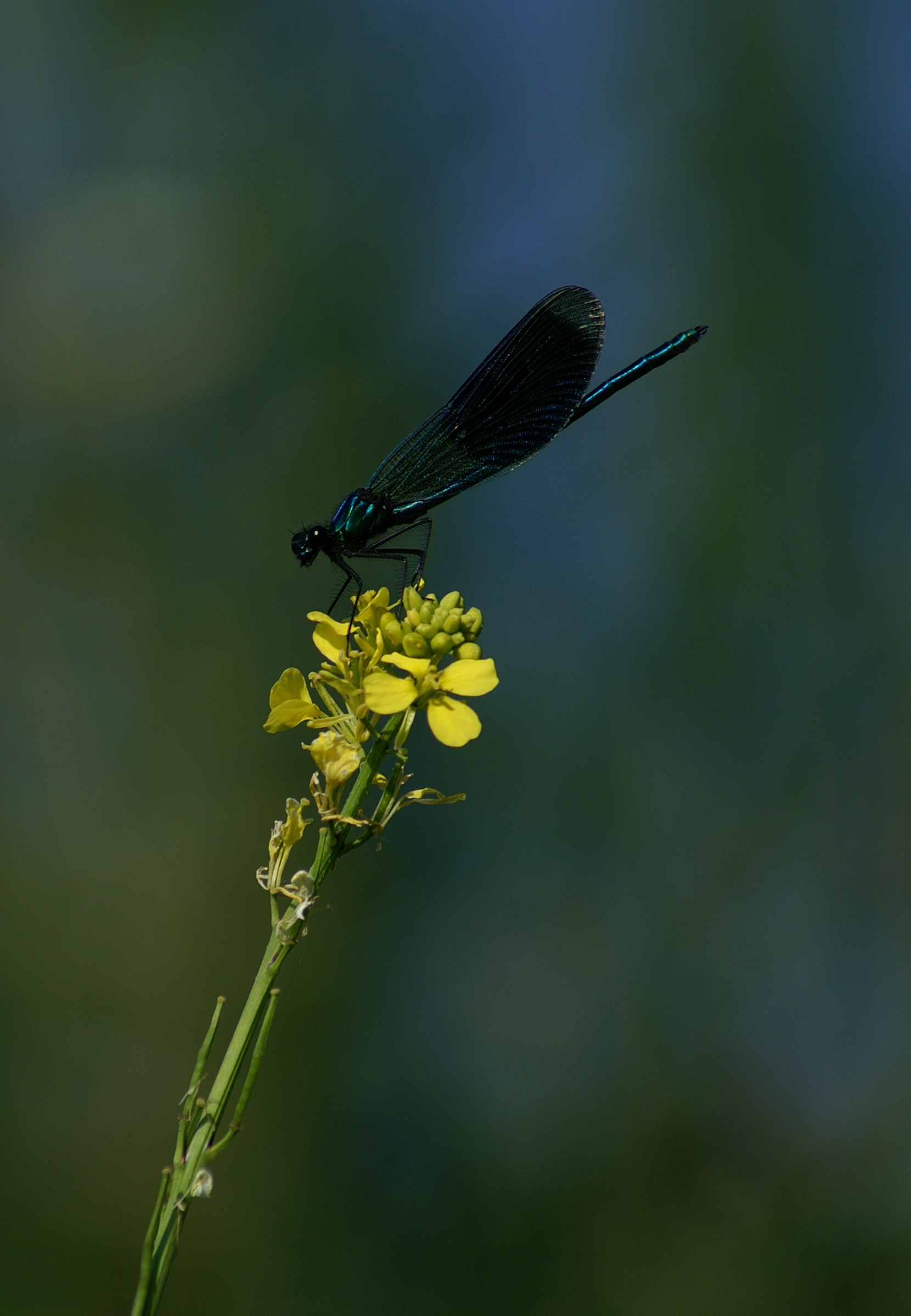
Caloptéryx éclatant (demoiselle) sur une inflorescence.
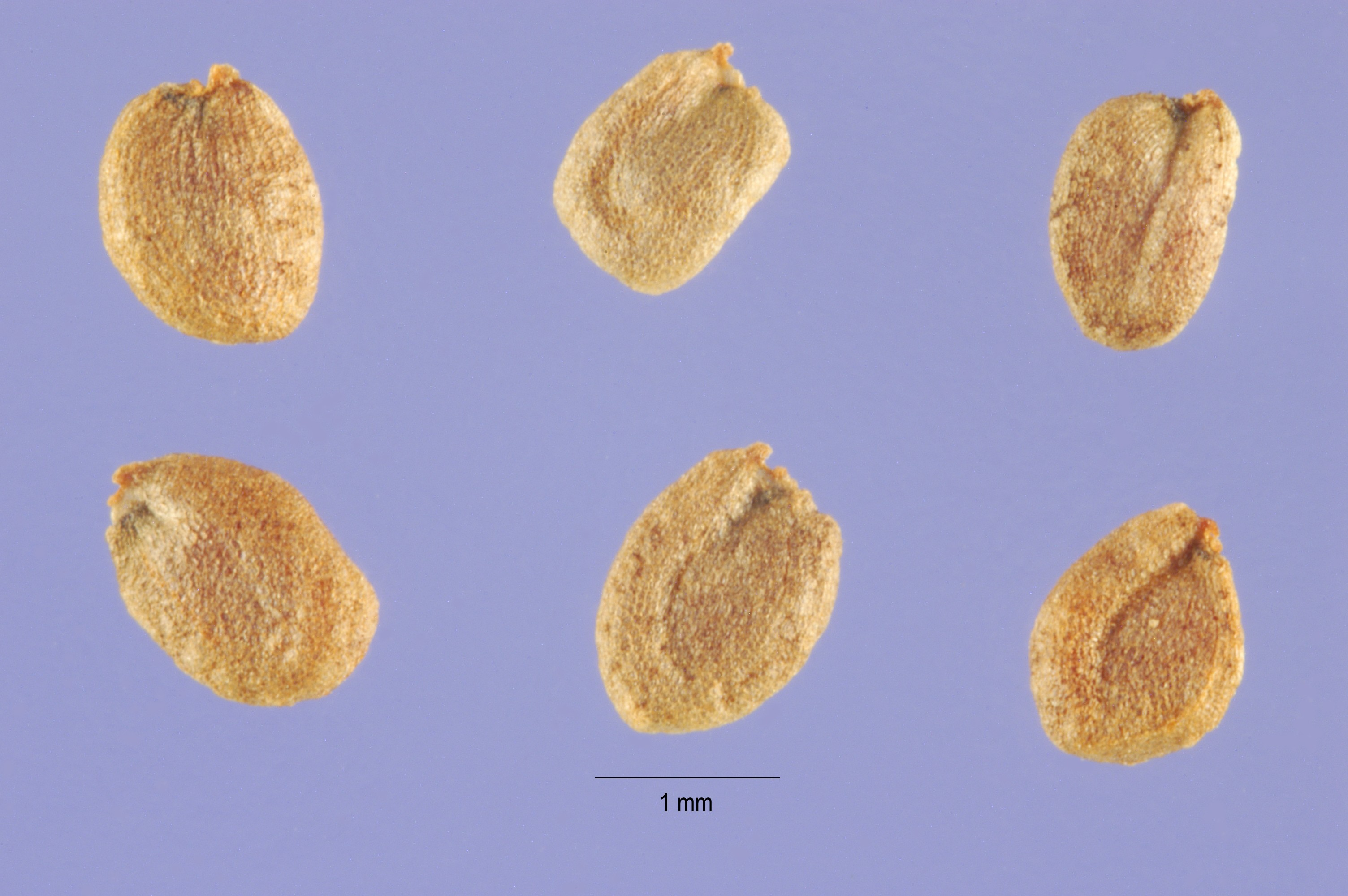
Graines.

## Utilisations
Ses feuilles sont comestibles mais plus amères que celles de sa cousine la barbarée printanière très rare et parfois cultivée comme plante à salade dans les potagers sous le nom de « cresson de terre ». Riches en vitamine C, elles sont consommées crues en salade composée, mais il est recommandé d'en ajouter en petites quantités et cueillies au printemps, sinon leur saveur devient nauséeuse. Pour en consommer davantage, il est préférable de les faire cuire à deux eaux pour en modérer l'amertume. Elles peuvent être cuites comme légume. Les jeunes pousses florales ressemblent à de petits brocolis et peuvent être mangées crues ou légèrement cuites.
Ses feuilles peuvent être confondues avec Barbarea stricta (en) mais ces dernières ont une à deux paires de folioles et un lobe terminal allongé, jamais en forme de cœur à la base, plus long que le reste de la feuille. Les boutons floraux de la Barbarée stricte sont velus au sommet (voire tomenteux), caractéristique qu'on retrouve au niveau des sépales.

## Systématique

### Synonymes
- Barbarea arcuata (Opiz ex J. Presl & C. Presl) Rchb.
- Campe barbare (L.) W. Wight ex Piper
- Erysimum arcuatu Opiz ex J. Presl & C. Presl
- Erysimum barbarea L.

### Variétés
- Barbarea vulgaris var. arcuata (Opiz ex J. Presl & C. Presl) Fr.
- Barbarea vulgaris var. brachycarpa Rouy & Foucaud
- Barbarea vulgaris var. longisiliquosa Carion
- Barbarea vulgaris var. sylvestris Fr.

## Écologie
La Barbarée commune pousse dans toute la France, Corse y comprise.
Probablement originaire des régions méditerranéennes, elle est présente aussi dans toute l'Europe, en Asie tempérée, en Afrique du Nord et Amérique septentrionale.
La plante se rencontre dans les lieux frais ou humides, sur les bords de chemins, de rivières, sur les talus et dans les fossés.

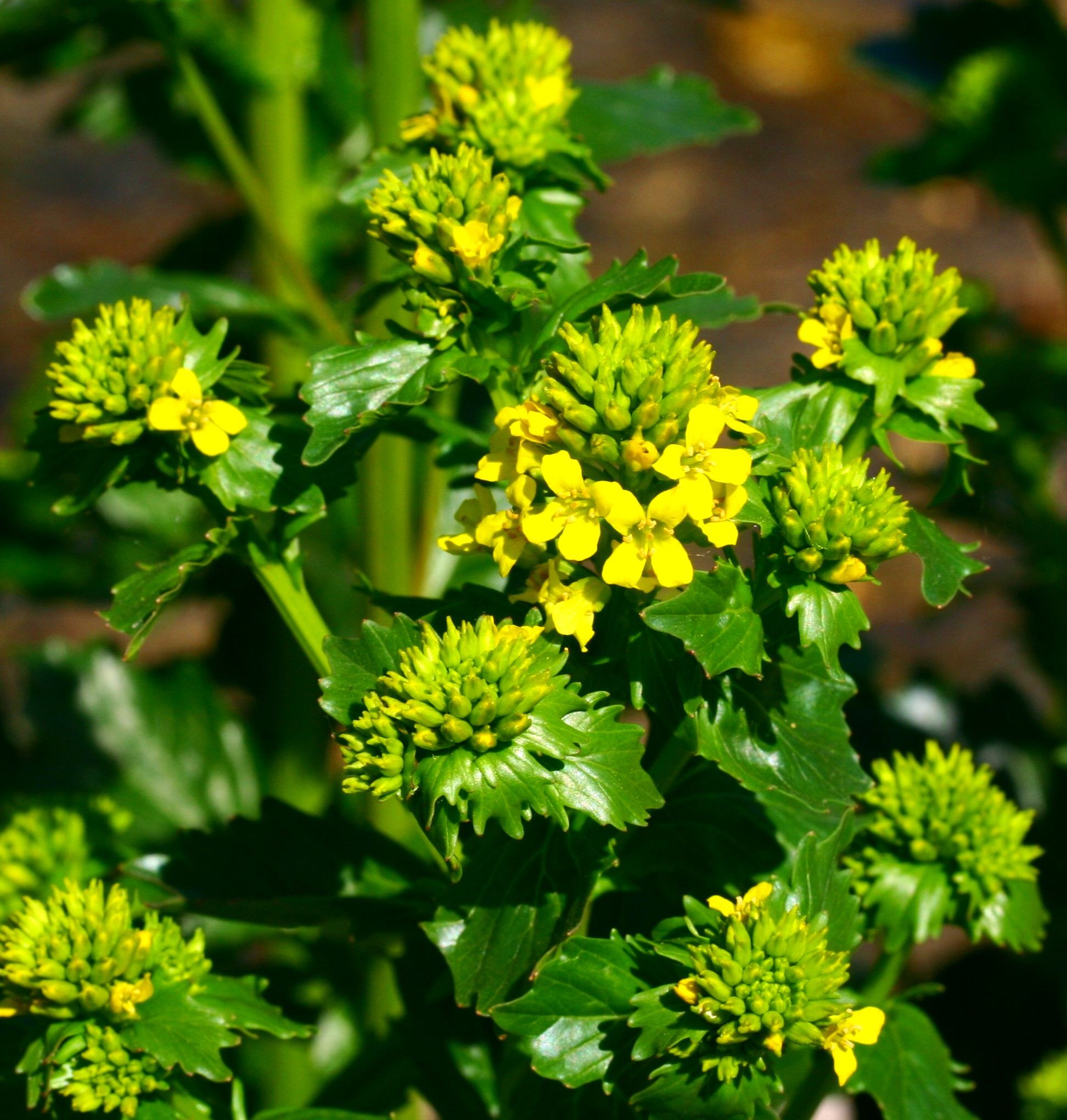
Fleurs.
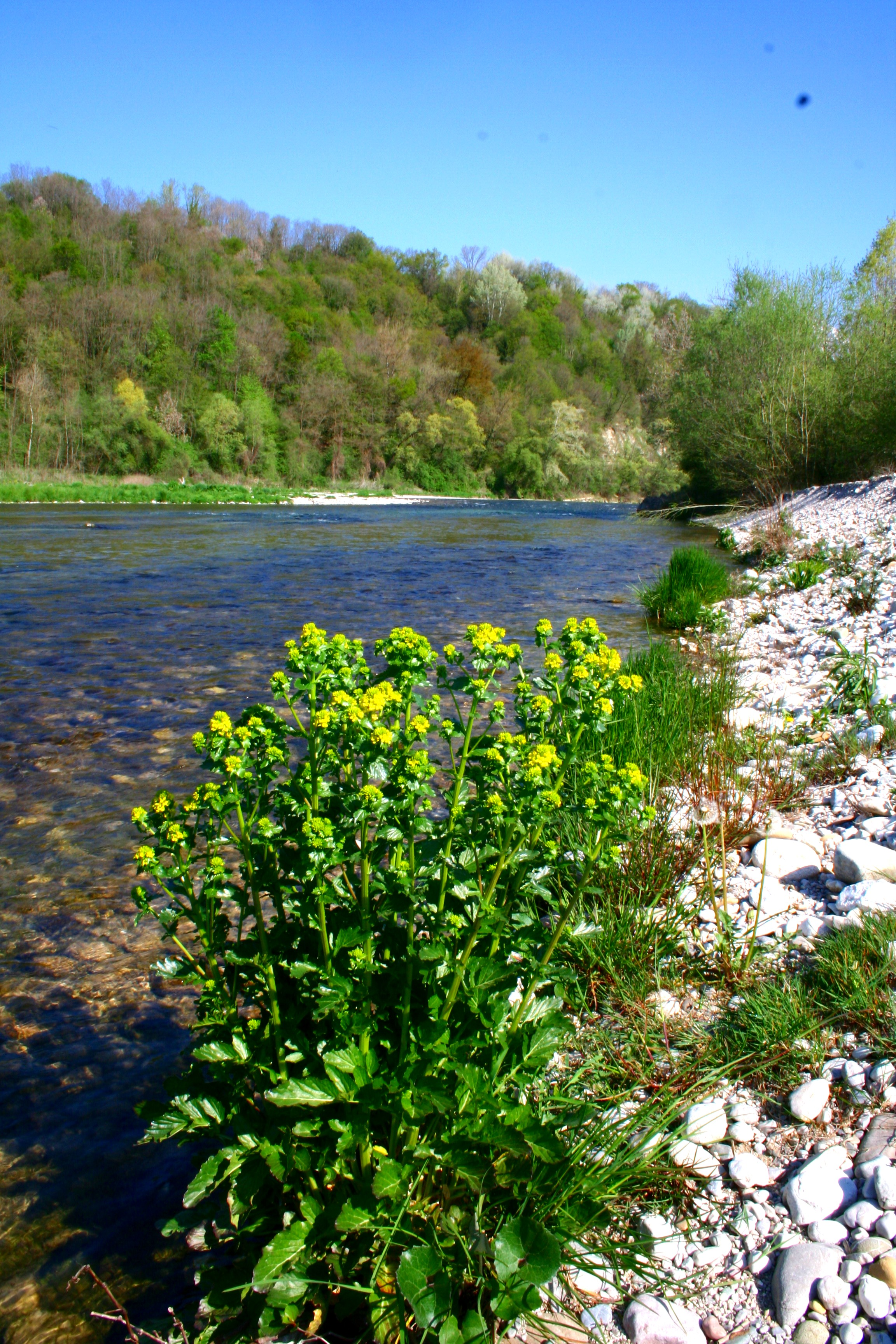
Port de la barbarée commune.
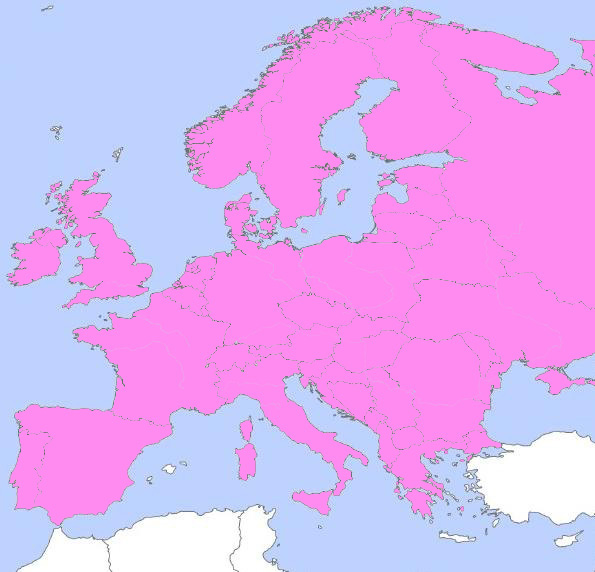
Répartition en Europe.